# Nicholas Bacon
Sir Nicholas Bacon (Chislehurst, 28 de dezembro de 1510 — Gorhambury, 20 de fevereiro de 1579) foi um político inglês durante o reinado da rainha Isabel I da Inglaterra, notável como Lorde Guardião do Grande Selo. Foi pai do filósofo e estadista Francis Bacon.

## Biografia
Ele nasceu em Chislehurst, Kent, o segundo filho de Robert Bacon (1479-1548) de Drinkstone, Suffolk, e de sua esposa Eleanor (Isabel) Cage. Graduou-se no Corpus Christi College, Cambridge em 1527, e, depois de um período em Paris, ingressou na Gray's Inn (uma das quatro associações profissionais de advogados e juízes de Londres), tornou-se barrister em 1533. Após o dissolução dos monastérios, Henrique VIII deu-lhe uma subvenção das casas de Redgrave, Botesdale, Gislingham, e Gorhambury. Gorhambury pertencia a abadia de St Albans e situava-se perto do local onde existiu a cidade romana de Verulâmio (atual St Albans). De 1563 até 1568, Bacon construiu uma casa nova, Old Gorhambury House (agora em ruínas), que mais tarde se tornou a casa de Francis Bacon, seu filho mais novo.
Em 1545 se tornou membro do Parlamento, representando Dartmouth. No ano seguinte, foi nomeado procurador do Court of Wards and Liveries, um cargo de prestígio e lucrativo, e em 1552 foi promovido a tesoureiro do Gray's Inn. Por ser protestante, Bacon perdeu prestígio durante o reinado de Maria I. Contudo, quando sua irmã mais nova, Isabel, subiu ao trono da Inglaterra em 1558, Bacon foi nomeado Lorde Guardião do Grande Selo, em grande parte devido à influência de seu cunhado William Cecil. Pouco tempo depois, Bacon recebeu o título de Cavaleiro Celibatário.
Bacon ajudou a garantir a posição de Arcebispo da Cantuária para seu amigo Matthew Parker, e devido a sua competência legal presidiu a Câmara dos Lordes quando Isabel abriu seu primeiro parlamento. Apesar de ser um inimigo implacável de Maria da Escócia, ele se opôs à política de Cecil de declarar guerra contra a França, por motivos financeiros; porém, favoreceu as relações com os protestantes estrangeiros, e tinha consciência de que a aliança entre França e Escócia constituía uma ameaça para a Inglaterra. Em 1559, foi autorizado a exercer a jurisdição plena de Lord Chancellor. Em 1564, perdeu temporariamente a confiança real e foi demitido da corte, isto porque Isabel suspeitou que Bacon estivesse interessado em publicar o panfleto A declaração de sucessão da Coroa Imperial da Inglaterra, escrito por John Hales, e que favorecia a reivindicação de Catarina Grey (irmã de Joana Grey) ao trono inglês.
A inocência de Bacon na questão foi comprovada, e seus favores reais restaurados. Respondeu por escrito a Anthony Browne, que havia afirmado novamente os direitos da casa de Suffolk a qual Catarina pertencia. Desconfiava totalmente de Maria da Escócia; opôs-se à proposta de Thomas Howard, 4.º Duque de Norfolk para se casar com ela; e advertiu Isabel para as consequências graves que sua restauração traria para a Inglaterra. Parece não ter gostado da união proposta entre a rainha inglesa e Francisco, Duque de Anjou, e sua desconfiança dos católicos romanos e dos franceses aumentou após o massacre da noite de São Bartolomeu. Assim como um leal clérigo inglês, Bacon se interessava constantemente por assuntos eclesiásticos, e apresentou sugestões para a melhor observância da doutrina e da disciplina na Igreja.

## Morte e legado
Bacon morreu em Gorhambury e foi sepultado na antiga catedral de São Paulo, e recebeu muitas homenagens à sua memória. Seu túmulo e monumento foram destruídos no Grande incêndio de Londres de 1666. Um monumento moderno na cripta lista sua sepultura como uma das mais importantes que se perderam.
Foi um orador eloquente, um advogado erudito, um amigo generoso; e seu interesse pela educação levou-o a fazer várias doações e legados para fins educacionais, incluindo a fundação de uma escola pública de ensino secundário em Redgrave, Suffolk.

## Família
Bacon casou pela primeira vez com Jane Ferneley (morta em 1552), cuja irmã, Anne Ferneley (morta em 1596) foi casada com Thomas Gresham. Com Jane Ferneley Bacon teve seis filhos sobreviventes, três filhos e três filhas:
- Nicholas Bacon, 1.º Baronete, de Redgrave (c. 1540–1624), que se casou com Anne, filha de Edmund Butts e de Anne Bures.[5]
- Edward Bacon (1548/9 – 1618), que se casou com Helen Little, filha de Thomas Little de Bray, Berkshire, e de Elizabeth Lyton, filha de Robert Lyton de Knebworth, Hertfordshire.[5][6]
- Nathaniel Bacon (c. 1546 – novembro de 1622), que se casou pela primeira vez, em julho de 1569, com Anne Gresham (morta em 1594), filha ilegítima de Thomas Gresham, fundador da Royal Exchange, e de Anne Dutton, e pela segunda vez, em 21 de julho de 1597, com Dorothy Hopton (ca. 1570–1629), viúva de William Smith de Burgh Castle, Suffolk, e filha de Arthur Hopton.[5][6]
- Elizabeth Bacon, que se casou pela primeira vez com Robert Doyley, pela segunda vez, com Henry Neville, e pela terceira vez com William Peryam.[5][7]
- Anne Bacon, que se casou com Henry Woodhouse (morto em 1624),[5][8][9]
- Elizabeth Bacon, que se casou com Francis Wyndham, filho de Edmund Wyndham.[5][9]

Em 1553 Nicholas Bacon se casou pela segunda vez com Anne Cooke (1528–1610), filha de Anthony Cooke, com quem teve dois filhos, Anthony (1558–1601) e Francis Bacon (1561–1626), que se tornou Lord Chancellor e foi também filósofo, escritor e cientista.